# Çağrı Tekin (Fußballspieler, 1993)
Çağrı Tekin (* 16. Juni 1993 in Ankara) ist ein türkischer Fußballspieler.

## Karriere

### Verein
Tekin kam in Yenimahalle einem Stadtbezirk Ankaras auf die Welt und begann mit dem Vereinsfußball in der Jugend von Gençlerbirliği Ankara. Im Sommer 2009 erhielt er einen Profivertrag, spielte die nächsten zwei Jahre weiterhin für die Reservemannschaft.
Im Frühjahr 2011 wurde er an die Zweitmannschaft Gençlerbirliğis, an den Viertligisten Hacettepe SK ausgeliehen. Bis zum Saisonende kam er hier zu keinem Einsatz. Dennoch wurde sein Leihvertrag um eine weitere Spielzeit verlängert. In der Saison 2011/12 gelang ihm dann der Sprung in die Stammelf.
Nachdem Tekin bis zum Frühjahr 2013 für Hacettepe tätig gewesen war, wurde sein Leihvertrag mit diesem Verein aufgelöst und Tekin bis zum Saisonende an den Zweitligisten Şanlıurfaspor ausgeliehen.
Zur Saison 2013/14 wechselte er zum Drittligisten Anadolu Selçukluspor.

### Nationalmannschaft
Tekin spielte von der türkischen U-15- bis zur U-18-Nationalmannschaft in allen Jugendnationalmannschaften seines Landes.